# Втрачено в перекладі (Зоряний шлях)
Втрачено в перекладі (Lost in Translation) — шоста серія другого сезону американського телевізійного серіалу «Зоряний шлях: Дивні нові світи». Сценарій епізоду написали Онітра Джонсон й Девід Рід; режисування Дена Лю. Перший показ відбувся 20 липня 2023 року.

## Зміст
USS «Enterprise» прибуває до туманності Беннона на край дослідженого космосу — там Зоряний флот будує станцію, аванрпост і паливний завод, призначений для збору дейтерію (паливо для кораблів). Пайк розмірковує, що через мільйон років у майбутньому зірки, народжені в туманності, сяятимуть дослідникам, подібним до них. Ухура не спала багато ночей; Пайк вдячний їй за координацію місії, але радить відпочити. Ухура отримує повідомлення від паливного заводу — вони готові до інженерних досліджень.
Уна виходить з турболіфта, зауважуючи, що треба привітати Пайка з підвищенням до капітана флоту. Пайк пояснює — йому було доручено командувати як дейтерієвим заводом, так і USS «Farragut», доки станцію не запустять. Пайк вважає, що це не просто «заправка», а відправна точка для наступної епохи досліджень. Спок зауважує — причиною місії була близькість туманності до космосу Горнів. Присутність Горнів зростає, і станція допоможе цьому протистояти. Спок вважає — було б логічно використати можливість дозаправки; Пайк наказує Ортегас знайти щільну ділянку дейтерію, але не брати більше, ніж потрібно. Ухура чує дивний сигнал у своєму навушнику. Але коли вона намагається вивести звук на динаміки або знайти запис — його немає. Ухура йде проводити повну діагностику системи зв'язку. Вона піднімається в одну з мотогондол, переглядаючи запис Геммера про те, як повторно відкалібрувати систему. До неї підходить Пелія; Ухура пояснює допомогу Геммера. Пелія пригадує, що Геммер був одним із її найкращих студентів в Академії Зоряного флоту, та перебиває себе — вона сказала це лише тому, що він був мертвий. Головний інженер повертається до роботи, Ухура береться за запис, який вона зробила з Геммером.
Ідучи по коридорах з Уною, Пайк називає весь проект «фіаско» — паливний завод мав бути в мережі за два місяці до цього. Затримка спричинена тим, що Зоряний Флот назвав організаційними труднощами, і вважає, що проєкт може використати частину управлінського запалу Уни.
Коли Ухура заходить у турболіфт, щоб повернутися на місток, то чує той самий металевий гул. Озирнувшись, вона бачить Геммера як гниючий труп, який гарчить і кидається на неї, змушуючи злякано сахнутися до стіни ліфта.
У лікарні М'Бенга проводить сканування; на основі того, що Ухура бачила і чула, він вважає, що у неї були галюцинації. М'Бенга запевняє, що вона не зробила нічого поганого — і галюцинація не була випадковою. Коли Ухура перебувала в гондолі, то піддалася впливу невеликої кількості очищеного дейтерію, це могло викликати галюцинації. Лікар помічає дисбаланс серотоніну та кортизолу — вона давно не спала. М'Бенга попереджає про виснаження, і радить їй відпочити. Ухура дивується, як їй спати після того, що вона щойно побачила. М'Бенга співпереживає, і звільняє її від обов'язків, доки не переконається, що вона спала.
На борту паливного заводу Уна керує роботою, відправляючи команду на палубу для стабілізації системи життєзабезпечення. Уна бачить, що центральні системи очищення та зберігання були в хорошому стані, але Пелія вказує на журнали технічного обслуговування — інструменти ламаються швидше, ніж команда могла їх відремонтувати. Пелія впевнена, що може «відчувати» основну проблему, яку потрібно перевірити. У своїй кімнаті Ухура неспокійно поводиться, перш ніж встати з ліжка. Коли вона встає на ноги, опиняється на вулиці й знову чує гудіння, а потім бачить хмару диму з сусіднього лісу. Ухура раптово прокидається.
У транспортній кімнаті Джеймс Т. Кірк з «Фаррагута» розмовляє із старшим братом Семом. У вітальні екіпажу Джим запитує, що було нового та цікавого у світі ксеноантропології. Сем замість того, щоб дати відповідь, сам питає про його новини. Сем дізнався, що Джима призначили новим першим офіцером «Фарагута», наймолодшим у флоті — побивши рекорд, встановлений їхнім батьком, Джорджем, на USS «Келвін».
На борту паливного заводу Уна з полегшенням бачить систему життєзабезпечення знову діючою. Але система майже відразу починає давати збій. Уна каже Пелії, що їм довелося відправити команду для роботи над регуляторами. Але Пелія має більш тривожні новини, знайшовши щось у системі регулювання палива. Пелія та її команда почали вивчати функціонуючі системи, незважаючи на накази Уни.
Спок грає в тривимірні шахи з медсестрою Чапель і піднімає питання, яке він хоче обговорити — щодо їхніх стосунків. Чапель неохоче порівнює це з концепцією кота Шредінгера — це їхні стосунки, що існують (або не існують); якщо вони дозволять будь-кому побачити всередині «коробки», «кіт» може зникнути. Ухура визнаює, що вона повинна відпочити. Вона впевнена, що у неї немає отруєння дейтерієм. Чапель впевнена, що її симптоми є класичною ознакою перевтоми. Але для Ухури сон — це останнє, про що вона думає. На кріслі поруч з нею Джим Кірк, Ухура впізнає в ньому брата Сема і відкидає, на її думку, його спробу напасти на неї. Ухура коротко і жорстко відповідає, робить ковток свого напою та виходить.
В коридорі вона бачить, як мерехтять вогні, і знову чує гул, а потім їй ввижаються закривавлені розбиті тіла уздовж палуби. Ухура намагається переконати себе, що це несправжнє, але бачить ілюзію себе, з ножем у руці. Ухура бореться зі своєю ілюзорною сутністю та травмує її. Світло повертається до нормального стану, коридори порожні — і Кірк лежить біля її ніг з пораненим носом. Ухура щиро вибачається, не в силах повірити, що вона щойно зробила. Кірк теж вражений. Вона пропонує відвезти його до лікарні, але Кірк не вважає це гарною ідеєю.
У своїй квартирі Ухура лікує пошкодження носа Кірка. Він зауважує, що кошмарні видіння перетворюють її на садистку. Але запевняє — він не думає, що все це було лише в її голові. У нього раніше було отруєння дейтерієм, він також кілька днів не спав — але ніколи не бив товариша по службі. Ухура тричі перевірила журнали датчиків і виявила, що в туманності не було нічого, крім дейтерію. Вона єдина, хто відчуває ці симптоми — принаймні на «Ентерпрайзі». Кірк пропонує зв'язатися з головним лікарем на «Фарагуті».
Уна і Пелія шукають диверсанта. Вони виявляють, що диверсант є одним із інженерів Зоряного Флоту, який, здається, також має галюцинації. Уна запитує його, чому він саботував роботу; Рамон приголомшений і продовжує повторювати, що все несправжнє.
У своїй кімнаті Ухура чує червоний сигнал тривоги, і виходить на місток — на них напав ворог. Оглядовий екран починає тріскатися, а потім остаточно розбивається, викидаючи Пайка, Спока та інших членів екіпажу в космос. Ухура чує голос Пайка, що кличе її; вона сидить на кріслі командирас, і весь екіпаж містка стурбовано дивиться на неї. Пайк запитує, чи не мала вона бути у відпустці на лікування. Пайк каже Ухурі, що як капітан він хоче, аби усі офіцери були здоровими, і як її друг хоче допомогти. В цей момент повертається Кірк з «Фарагута» — він прийшов шукати Ухуру, згадуючи про попередню зустріч. Кірк чув про Рамона, який зараз перебував у лікарні «Ентерпрайза». Пайк розпитує Рамона про те, що він бачив, але М'Бенга попереджає — він може не зрозуміти. Сканування демонструє значні пошкодження мовних центрів мозку, слухові нерви шаленіли. Рамон раптово згинається від болю, почувши той самий гул, що й Ухура. Технік одним із діагностичних інструментів вдаряє М'Бенгу у груди, перш ніж втекти в коридор. Ухура думає, що це чергова галюцинація, але Кірк запевняє в реальності подій.
Пайк і офіцер безпеки швидко просуваються коридором, коли світло раптово переходить на аварійне живлення. Вони знаходять членкиню команди, яка лежить з глибоким порізом на животі. Пайк дзвонить у лікарню, щоб прислали медика. Ла'ан наздоганяє їх — Рамон перерізав кабель живлення, що пояснює втрату освітлення. Пайк каже охоронцю залишитися з пораненим офіцером, поки він і Ла'ан переслідують Рамона до інженерної частини. Кірк і Ухура також беруть участь у пошуках. Ухура чує гудіння, стіни ніби змикаються навколо неї. Кірк допомагає повернутися до реальності, і вона вважає, що варто повернутися до лікарні. Пайк і Ла'ан наздоганяють Кірка в коридорі. Ніхто з них не знайшов Рамона, Кірк підозрює, що він знайшов місце, де сховатися.
Ухура знаходить пляму крові біля точки доступу в ліву гондолу та повідомляє всім командам, що вона, можливо, знайшла Рамона. Вона однак, знімає панель доступу з тунелю та йде всередину одна. Там знаходить Рамона біля пульта живлення і каже йому, що бачила і чула те саме, що й він, але запевняє — видіння не були справжніми. Рамон виглядає майже переконаним, але потім кидається до систем скидання паливної ємності. Ухура намагається зупинити його, але він обеззброює та відштовхує — прямо на Кірка. Ухуру направляють у безпечне місце; паливний контейнер вибухає, викидаючи Рамона у космос.
В лазареті поранений офіцер померла від отриманої травми, Пайк розмірковує над ситуацієюю — двоє вже мертві, корабель майже виведено з ладу. Ухура вважає, що їй слід перебувати в кімнаті. Після смерті Рамона Зоряний Флот надав Пайку доступ до його особистих журналів і приватних медичних файлів. Ла'ан помічає Кірка біля лікарні, він чекав на Ухуру. Кірк розповідає про болі свого дитинства.
Уна та Пелія завершують відновлення системи маршрутизації. Пелія вважає, що Уна повинна повернутися на «Ентерпрайз» і контролювати там ремонт. Уна визнає, що вважає Пелію неакуратною в роботі та називає «космічною гіпі». Пелія лише посміхається, перш ніж сказати, що за кілька годин увімкне станцію онлайн. Повернувшись на «Ентерпрайз», Кірк і Ухура переглядають особисті журнали Рамона. Ухуру переслідує відчуття, що хтось переживав те саме, що й вона. Ухура вважає, що у неї є півтора дня, перш ніж вона піде тим самим шляхом. Кірк пропонує капітану Пайку розповісти про прогрес (або його відсутність).
Кілька років тому Ухура втратила батьків і брата в аварії шаттла. Вона не була там і ніколи не бачила місця аварії, але щоразу, коли заплющувала очі, бачила катастрофу, їхню смерть. Ставало так погано, що вона не могла дивитися на їхні фотографії. Смерть Геммера повернула ті самі почуття. Кірк вирішує бути чесним, кажучи, що служба в Зоряному флоті навчила їх проти смерті більше, ніж було б справедливо. Ухура знову починає переглядати запис із Геммером, проводячи її через повторне калібрування системи зв'язку. Почувши останню фразу, Ухура щось усвідомила, і швидко вийшла в коридор, де стикається з Кірком. Вона показує йому сканування мозку Рамона, яке вказує на пошкодження мовних центрів його мозку — і обидва чули однакові звуки. Вона підозрює — щось у туманності намагалося зв'язатися з ними, але сигнал був настільки сильним, що спалив ті частини мозку Рамона. Кірк розуміє, що їм потрібно поговорити з Семом.
Сем переглядає дані про симптоми, і як вони почалися, але сканування не виявило ознак форм життя. Існує теорія, що позавимірні істоти можуть з'являтися на певний час у своєму просторі та прикріплюватися до атомів. Джим усвідомлює, що це означало б — вони не були складними формами життя. Ухура зазначає, що були схожі способи обробки та ідей. Джим не вірить, що невидимі прибульці використовують мозок Ухури як універсальний перекладач — але вона вважає це можливим. Інопланетяни посилають прості ідеї до мовних центрів її мозку, який інтерпретує їх єдиним способом — через думки та спогади. Істоти показали корабель, який знищили, тому що відчайдушно прагнули звільнитися. Ці інопланетяни зв'язалися з дейтерієм у туманності, і збирання та очищення палива, по суті, катувало їх. Ухура дзвонить Пайку і каже припинити активацію паливного заводу. Але вже пізно — завод був активований п'ятьма хвилинами раніше. Ухура та Джим Кірк біжать до турболіфта, щоб негайно закрити станцію. Але не можуть змусити автоматизовані системи станції приймати команди; Пелія боїться, що Рамон міг завдати більше шкоди, ніж вони думали.
Ухура чує гуркіт і бачить видіння аварії човника, внаслідок якої загинула її сім'я. Незважаючи на страх, вона переконує себе побачити те, що їй потрібно було побачити. Кірк починає пояснювати, що вони, можливо, знайшли форми життя в туманності. А Ухура вважає, що вони вбивали їх. Вона пояснює, що інопланетяни жили в дейтерії, і їх катували та вбивали, коли затягували в гондоли «Ентерпрайза», і тепер станція робила це з набагато більшою швидкістю. Пайк каже, що станція є відправною точкою для пошуку нового життя — але який у цьому сенс, якщо вони просто вбивають те, що знайшли? Ухура рекомендує евакуювати завод, а потім випустити весь дейтерій із паливних контейнерів як на «Ентерпрайзі», так й на «Фарагуті».
«Фарагут» і шатли залишають станцію, Ортегас повідомляє про відсутність ознак життя на борту. «Ентерпрайз» випускає залп фотонних торпед, знищуючи станцію. Ухура дивиться вгору, бачачи Геммера, який все ще там — але тепер здоровий і веселий. Геммер посміхається і киває їй; він зникає з поля зору Ухури. Пайк визнає, що вони могли б побудувати свою станцію десь в іншому місці — без будь-кого, хто живе в дейтерії. Пайк змушує Ухуру повернутися на станцію — спочатку зв'язатися з «Фарагутом» і сказати їм покинути туманність, щойно човники та рятувальні капсули будуть підняті на борт, а потім викликати адмірала Наґаву на його приватному каналі.
На борту човника Уна згадує, яко Пелія поставила їй не вельми добру оцінку. Пелія заперечує, що її робота була «неакуратною». Потім вона пом'якшується, кажучи, що проблема не в тій «заслуженій» оцінці — а Геммері. Пелія каже, що вона добре знає це відчуття смутку, оскільки переживала занадто багато разів за своє довге життя.
Ухура показує Кірку фотографії своєї сім'ї. Підходить Сем, кажучи, що планує написати статтю про їхніх «дейтерієвих друзів». Ентузіазм Ухури щирий, Сем пишається досягненнями молодшого брата і тим, що «Фарагуту» пощастило мати його — але, здається, чекає відповіді. Роздратований Сем запитує, чи справді він не збирався вибачитися. Кірк вибачається, бо «Сем — це Сем». Збираючись сказати, що Сем розчарувався, Спок сам закінчує речення, перш ніж підняти порожню склянку Сема й поставити її на сусідню тацю. Ухура знайомить Спока з Кірком і пропонує йому сісти за їхній столик.
Все що було потрібно — це вміти вислухати

## Сприйняття та відгуки
На сайті «Rotten Tomatoes» епізод станом на серпень 2024 року ще не отримав відгуків.
В огляді «StarTrek.com» зазначалося: «Ухура нагадує нам — люди, яких ви любите найбільше, можуть завдати вам найбільше болю. Але саме люди, яких ви любите, можуть вилікувати ваше серце, коли ви почуваєтеся розбитими.»
В огляді «Den of Geek» зазначено: «Хоча пригоди, в які щотижня потрапляє команда „Ентерпрайза“, завжди веселі, вони часто є найменш важливою частиною серіалу. Натомість місії тижня майже завжди чітко пов'язані з більшими темами, що діють у різних емоційних подорожах героїв та їхніх стосунках один з одним. Так було і в епізоді „Втрачено в перекладі“ — годині, яка технічно присвячена відкриттю нового інопланетного виду. Але насправді це ширша історія про втрату, співчуття та силу слухати інших»
«TV Tropes» здійснює детальний розбір аналогій, неспівпадінь та недоречностей епізоду.
В огляді «TrekMovie.com» зазначено: «Класична історія канонічного „Зоряного шляху“ чудово поєднує таємницю й душевність, додаючи бажаної глибини знайомим і новим героям серіалу.»
На сайті «IMDb» станом на серпень 2024 року епізод отримав 7.3 з 10 зірок схвалення при 3600 голосах.

## Знімались
| Актор             | Роль                    |
| ----------------- | ----------------------- |
| Енсон Маунт       | Крістофер Пайк          |
| Ітан Пек          | Спок                    |
| Крістіна Чонг     | Ла'ан Нуньєн Сінгх      |
| Джесс Буш         | Кристина Чапель         |
| Селія Роуз Гудінг | Нійота Ухура            |
| Мелісса Навія     | Еріка Ортегас           |
| Бабс Олусанмокун  | Доктор М'Бенга          |
| Ребекка Ромейн    | Номер Один              |
| Пол Веслі         | Джеймс Кірк             |
| Брюс Горак        | Геммер                  |
| Ден Жаннот        | Джордж Семюел           |
| Майкл Ревентар    | Рамон                   |
| Керол Кейн        | Пелія                   |
| Алекс Капп        | комп'ютер «Ентерпрайза» |